# Поликарп Смирнский
Полика́рп Сми́рнский (др.-греч. Πολύκαρπος, лат. Polycarpus; род. 69 — 23 февраля 155 года) — епископ Смирнский, один из апостольских мужей, христианский мученик. Святой в Православной и Католической церквях.

## Биография

### Епископство и вопрос знакомства с Иоанном
Предположительно, Поликарп родился в 69 году, рядом по времени с осадой Иерусалима. Неизвестно, где он жил в молодости, однако был связан с городом Смирна в Малой Азии. Ириней Лионский и Евсевий Кесарийский указывают на знакомство Поликарпа Смирнского и Иоанна Богослова, однако эти свидетельства подвергаются сомнению многими учёными как заблуждение Иринея, которое повторяют поздние авторы. В действительности Ириней предполагает, что он должен был быть знаком с апостолом, поскольку тот жил в близлежащем Эфесе. Американский богослов Джон Сандерс также допускает возможность знакомства Поликарпа и Иоанна, но, как и многие другие исследователи, он предполагает, что Иоанн, на которого ссылаются древние источники, в действительности был Иоанном Пресвитером, другим азиатским христианским учителем.
Из переписки Иренея Лионского с Флорином, еретическим пресвитером из Рима, известно, что оба они в юношестве были учениками Поликарпа. Иреней тепло отзывается о Поликарпе, упоминая, как он рассказывал о своём общении «с Иоанном и другими, видевшими Господа, и как он передавал их слова». В начале II века в Смирну приехал Игнатий Антиохийский, богослов и епископ. Впоследствии он написал одно послание смирнской общине, а другое — самому Поликарпу, однако они не дают подробных сведений о жизни святого. Также Иреней пишет о знакомстве Поликарпа с Папием Иерапольским.
Предположительно, Поликарп был одним из пресвитеров смирнской церкви, прежде чем стать её епископом. Дата его рукоположения неизвестна. Также существует вероятность того, что своё послание к Филиппийцам он написал ещё будучи пресвитером, на что указывает отсутствие в письме указаний на свою должность. В то же время Игнатий обращался в своём послании к Поликарпу как к единственному епископу Смирны.

### Празднование пасхи
В письме Иринея к папе Виктору I сообщается, что в старчестве Поликарп посетил папу римского Аникета (ок. 155—166), вероятно, для обсуждения даты празднования Пасхи, хотя некоторые исследователи сомневаются о назначении визита Поликарпа; в частности немецкий богослов Ганс фон Кампенгаузен утверждает, что дискуссия Поликарпа и Аникета скорее касалась пасхального поста. По Евсевию, будучи в Риме, Поликарп обратил в свою веру гностиков валентиниан и маркионитов, а также лично назвал Маркиона «первенцем сатаны». Диспут о дате празднования Пасхи заключался в том, что христиане Азии, в отличие от других церквей, праздновали пасху 14 нисана вне зависимости от дня недели, в то время как остальные праздновали её в воскресенье. Поликарп и Аникет не пришли к согласию, а потому решили прекратить спор и остаться друзьями, после чего папа позволил азиатским христианам продолжать праздновать пасху 14 нисана.
По выражению Иеронима, Поликарп был «вождём всей Азии» в христианстве. Образовал около себя круг учеников, из которых особенно чтил его память Ириней Лионский. Ездил к епископу Аниките в Рим, где спорил о времени проведения Пасхи, как о том свидетельствует Ириней:
Ибо Аникита не смог убедить Поликарпа прекратить празднование [Пасхи в 14-й день нисана], благо таковые вещи всегда соблюдал и Иоанн ученик Господа, и прочие апостолы, с которыми он [Поликарп] общался.
Поликарп в детстве остался сиротой и был усыновлён вдовой-христианкой Каллистой. После смерти приёмной матери он раздал всё имение бедным и стал вести аскетический образ жизни. Он был любимым учеником престарелого уже Иоанна Богослова, и был рукоположён первым епископом Смирны Вуколом в дьяконы, а затем (около 110 г.) сам стал епископом. Активно боролся против гностиков и учения Маркиона. Поликарп, отказавшийся отречься от Христа, был заживо сожжён на 86-м году жизни. Из всех мучеников он первый, чья смерть в подражание Христу была подробно описана, в «Окружном послании Смирнской церкви о мученичестве святого Поликарпа». Это описание приведено и в «Церковной истории» Евсевия. Является самым ранним свидетельством почитания у христиан мучеников и их останков.

## Наследие
Из собственных сочинений Поликарпа сохранилось только «Послание к Филиппийцам», в котором епископ, опровергая Маркиона и прочих гностиков, всячески превозносит апостола Павла и цитирует его писания. Это едва ли не первый текст, в котором присутствуют цитаты из Евангелий от Луки и Матфея, а также Первых посланий св. Петра и Иоанна.
Некоторые патрологи[какие?] приписывают св. Поликарпу авторство новозаветных текстов, близких по языку и стилю к «Посланию к Филиппийцам», а именно — Первого и второго посланий к Тимофею, а также Послания к Титу (т. н. пастырские послания).
Православная церковь совершает память Поликарпа Смирнского 23 февраля (7 марта) в високосные годы и 23 февраля (8 марта) в невисокосные годы.